# Championnat d'Écosse de football 2007-2008
Navigation
Édition précédente Édition suivante
La 111e édition du championnat d'Écosse de football est remportée par le Celtic Football Club. C’est son 42e titre de champion. Les Celts l’emportent avec trois points d’avance sur les Rangers. Le Motherwell FC complète le podium. 
Le système de promotion/relégation reste en place : descente et montée automatique pour le dernier de première division et le premier de deuxième division : Gretna FC descend  en deuxième division. Il est remplacé pour la saison 2007-2008 par Hamilton Academical.
Avec 25 buts marqués en 38 matchs, Scott McDonald du Celtic Football Club remporte pour la première fois le titre de meilleur buteur du championnat. 

## Les clubs de l'édition 2007-2008
| \| Aberdeen FC Glasgow · Celtic - Rangers Dundee United Édimbourg' · Hibernian - Hearts Motherwell FC Kilmarnock FC Inverness CT Falkirk FC Saint Mirren Gretna FC \| Localisation des clubs engagés dans le championnat. |
| Aberdeen FC Glasgow · Celtic - Rangers Dundee United Édimbourg' · Hibernian - Hearts Motherwell FC Kilmarnock FC Inverness CT Falkirk FC Saint Mirren Gretna FC                                                           |

| Club                                       | Ville      |
| ------------------------------------------ | ---------- |
| Aberdeen Football Club                     | Aberdeen   |
| Celtic Football Club                       | Glasgow    |
| Dundee United Football Club                | Dundee     |
| Falkirk Football Club                      | Falkirk    |
| Gretna Football Club                       | Gretna     |
| Heart of Midlothian Football Club          | Édimbourg  |
| Hibernian Football Club                    | Leith      |
| Inverness Caledonian Thistle Football Club | Inverness  |
| Kilmarnock Football Club                   | Kilmarnock |
| Motherwell Football Club                   | Motherwell |
| Rangers Football Club                      | Glasgow    |
| Saint Mirren Football Club                 | Paisley    |

## Compétition

### Les moments forts de la saison
- 4 août : Ouverture de la saison. Falkirk est le premier leader de la saison après son succès 0-4 sur le terrain du promu, Gretna.
- 29 décembre : Décès du capitaine de Motherwell, Phil O'Donnell, qui a 35 ans s'écroule à Fir Park contre Dundee United. Il décédera dans la soirée[1].

### Classement
Le classement est établi sur le barème de points classique (victoire à 3 points, match nul à 1, défaite à 0).
| Rang | Équipe              | Pts | J  | G  | N  | P  | Bp | Bc | Diff |
| ---- | ------------------- | --- | -- | -- | -- | -- | -- | -- | ---- |
| 1    | Celtic FC C         | 89  | 38 | 28 | 5  | 5  | 84 | 26 | +58  |
| 2    | Rangers FC          | 86  | 38 | 27 | 5  | 6  | 84 | 33 | +51  |
| 3    | Motherwell FC       | 60  | 38 | 18 | 6  | 14 | 50 | 46 | +4   |
| 4    | Aberdeen FC         | 53  | 38 | 15 | 8  | 15 | 50 | 58 | -8   |
| 5    | Dundee United       | 52  | 38 | 14 | 10 | 14 | 53 | 47 | +6   |
| 6    | Hibernian FC        | 52  | 38 | 14 | 10 | 14 | 49 | 45 | +4   |
| 7    | Falkirk FC          | 49  | 38 | 13 | 10 | 15 | 45 | 49 | -4   |
| 8    | Heart of Midlothian | 48  | 38 | 13 | 9  | 16 | 47 | 55 | -8   |
| 9    | Inverness CT        | 43  | 38 | 13 | 4  | 21 | 51 | 62 | -11  |
| 10   | Saint Mirren        | 41  | 38 | 10 | 11 | 17 | 26 | 54 | -28  |
| 11   | Kilmarnock FC       | 40  | 38 | 10 | 10 | 18 | 39 | 52 | -13  |
| 12   | Gretna FC P         | 13  | 33 | 5  | 8  | 25 | 32 | 83 | -51  |

| Légende : Qualifications et relégations | Légende : Qualifications et relégations                                        |
| --------------------------------------- | ------------------------------------------------------------------------------ |
|                                         | Ligue des champions 2008-2009                                                  |
|                                         | Ligue des champions 2008-2009, deuxième tour qualificatif                      |
|                                         | Coupe UEFA 2008-2009                                                           |
|                                         | Coupe Intertoto 2008                                                           |
|                                         | Relégation en deuxième division                                                |
|                                         | T : Tenant du titre C : Vainqueurs de la Coupe d'Écosse de football P : Promus |

## Bilan de la saison
| Tableau d'honneur                |           |
| Compétition                      | Vainqueur |
| Championnat d'Écosse de football | Celtic FC |
| Coupe d'Écosse de football       | Celtic FC |

| Promotions et relégations |                     |
| Promus                    | Hamilton Academical |
| Relégués                  | Gretna FC           |

## Statistiques

### Meilleurs buteurs
| Joueur                     | buts | équipe        |
| -------------------------- | ---- | ------------- |
| Scott McDonald             | 25   | Celtic FC     |
| Jan Vennegoor of Hesselink | 15   | Celtic FC     |
| Kris Boyd                  | 14   | Rangers FC    |
| Chris Porter               | 14   | Motherwell FC |